# 自由インド仮政府

自由インド仮政府/自由印度假政府
आर्ज़ी हुक़ूमत-ए-आज़ाद हिन्द  (ヒンディー語) 
 عارضی حکومت‌ِ آزاد ہند  (ウルドゥー語)
Provisional Government of Free India  (英語)

国の標語: चलो दिल्ली
（進め、デリーへ）国歌: めでたき幸運

自由インド仮政府（自由印度假政府、じゆうインドかりせいふ、ヒンディー語: आज़ाद हिन्द、 ウルドゥー語:  عارضی حکومت‌ِ آزاد ہند、英語: Azad Hind）は、1943年10月21日から1945年8月18日にかけて存在したインド独立運動の活動家による政府。「インドの暫定政府」として日本占領時期のシンガポール、昭南で樹立され、日本軍の軍政に関与する形でアンダマン諸島とニコバル諸島を統治した。

## 歴史

### 前身
1757年のプラッシーの戦いを機にインドではイギリスの植民地化が進み、1858年にはイギリス領インド帝国が成立した。これに対し、インド人の間ではインドの即時独立を目指す運動が展開され、インド本国から印僑が多数居住する東南アジアにも波及していった。また、ラース・ビハーリー・ボースやA.M.ナイル等の日本へ亡命した活動家により独立運動は日本にも伝播し、日本人の中に独立運動を支援する人物も現れるようになった。
日本は1941年12月に太平洋戦争を起こし、その後イギリスの植民地を含む東南アジア各地域を占領した。これを受けて1942年に、第二次世界大戦前より亡命先の日本で独立運動を行っていたラース・ビハーリー・ボース率いる「印度独立連盟」と、同じくシンガポールやバンコクを拠点に独立運動を行っていた「インド独立連盟」が合流してインド独立連盟が設立され、ビハーリー・ボースが初代議長に就任した。
その前後に、かねてより植民地軍として駐留していたイギリス軍を放逐し日本が占領したマレーやシンガポールでは、捕虜となった英印軍将兵の中から志願者を募ってインド国民軍が編成された。その長には最初に日本軍に投降した元英印軍の大尉であったモハン・シンが就任した。
しかし、シンは親イギリス的志向が強かっただけでなく、軍内において自身に対する個人的利益を優先させた上に、そもそもが大尉という下級士官にすぎなかったこともあり、数千人を数える規模となったインド国民軍を統率することは困難であったため軍内に大きな混乱を招いた。そのためにインド国民軍は、ビハーリー・ボース率いるインド独立連盟の管轄下に入り、その後連盟内で孤立したシンはインド国民軍司令官を罷免される。
しかし、この様な混乱の中で自ら調停役として立ちまわり、心労を重ね体調を崩したビハーリー・ボースは、1943年7月4日にシンガポールにおけるインド独立連盟総会において、インド独立連盟総裁とインド国民軍の指揮権を、独立連盟幹部のA.M.ナイルの提唱により、総会に先立ち亡命先のドイツからシンガポールへ来たスバス・チャンドラ・ボースに移譲し、自らはインド独立連盟の名誉総裁となった。

### 樹立

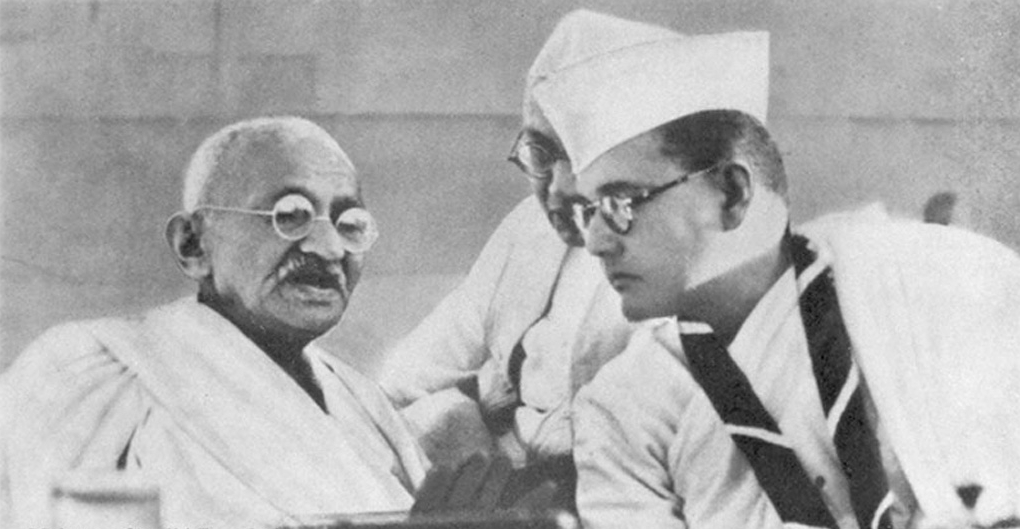
チャンドラ・ボース（右）とガーンディー（左）

かねてから国民会議派の中ではインド独立のための準備政府の樹立が唱えられており、チャンドラ・ボースも1939年10月にはインド帝国政府に対して仮政府樹立の要求を行っている。また、ドイツ亡命時にも仮政府樹立についてドイツ政府へ働きかけているが、なんの回答も得られなかった。
1943年6月7日、チャンドラ・ボースは重光葵外相宛の覚書で、自由インド仮政府の樹立を提案し、6月11日には東條英機首相に対しても仮政府樹立を求めていた。ビハーリー・ボースやインド独立連盟、さらに日本の関係者はこのような構想を全く持っていなかった。東京ではこの提案に難色を示す動きもあった。日本外務省は、本国領土を持たないで仮政府を亡命政府として承認すれば、本国に領土を持たない自由フランスや大韓民国臨時政府に対しても理論的承認を与えることになると危惧した。
そこで太平洋戦争初期に日本海軍が占領したベンガル湾のアンダマン諸島とニコバル諸島を仮政府の領有とさせ、「デ・ファクト」の政府として扱い、国家承認を行わない案を検討していた。チャンドラ・ボースは日本が態度を明確化しないと独立運動に悪影響を与えると働きかけた。この結果、10月6日の大本営政府連絡会議において仮政府樹立は承認された。
10月21日、シンガポールで開催されたインド独立連盟総会において仮政府樹立が宣言された。この日にチャンドラ・ボースが国家主席兼首相に就任し、ビハーリー・ボースを最高顧問に置いた他に5人の大臣を置いた。また仮政府は「戦闘組織」であると定義され、イギリス・アメリカの帝国主義の追放を目的とするものであった。またインド独立の暁には、インド国内において正式な政府を設立する予定であった。インド独立連盟からそのままインド国民軍を引き継ぎ、国防相も兼務したチャンドラ・ボースがこれを率いた。
しかし、インド国内における独立運動の主流派であったマハトマ・ガンディーやジャワハルラール・ネルー率いる国民会議派主流派は、連合国として参戦したインド帝国政府に対して、参戦の理由を問いただし、掌握していたインド州政府の内閣を総辞職させるなどしていたものの、枢軸国のイデオロギーに対しては反発が強かった。また、1942年8月にクイット・インディア運動の指導者全員が逮捕されて運動が壊滅状態になったこともあり、インド国内から仮政府に対して協力する大きな動きは現れなかった。

### 政府承認
仮政府の樹立は、従来一団体としてしか扱われていなかったインド独立運動家が、日本政府などに対等な政府として交渉できる基礎を与えた。しかし日本政府はあくまで「自由インド仮政府という名称を持つ団体」として同政府を承認したのであって、国家としての承認は正式政府樹立後に行う方針をとっていた。ただし、第三国の承認は妨げないとしており、これが他の枢軸国による仮政府の承認につながった。
同年にはビルマ国、ドイツ国、フィリピン第二共和国、満州国、南京国民政府（汪兆銘政権）、イタリア王国、タイ王国、クロアチア独立国が相次いで承認を行った。ただし当初、これらの国との間で外交使節は交換されなかった。アイルランド共和国のデ・ヴァレラ大統領はチャンドラ・ボースに祝辞を送った。しかし、中立国は戦争中に一切の亡命政府を承認するべきではないという立場により、政府承認は行われなかった。
また日本は、1945年2月に着任した蜂谷輝雄の肩書きは特命全権公使であり、しかも正式な信任状を持参していなかった。チャンドラ・ボースは信任状を持たない使節とは面会しないという立場を取り、結局日本の敗戦まで正式な面会は行われなかった。後の国民軍裁判で沢田廉三ビルマ大使は、信任状に対する枢密院の審議と天皇の裁可は行われたが、船便が遅れたために届かなかったと証言した。しかし実際には枢密院での審議すら行われておらず、正式な信任状のかわりに「信任状ではない国書」しか用意されていなかった。当時ラングーンにはインド独立運動に関与していた特務機関光機関が置かれており、光機関の長磯田三郎中将は仮政府に対しても強い権勢を持っていた。蜂谷の元で一等書記官を務めた柿坪正義は、蜂谷の肩書きが公使であったのは、中将である磯田の序列が大使より下になる（宮中席次を参照）ことをはばかったためであると証言している。

### 日本との協力

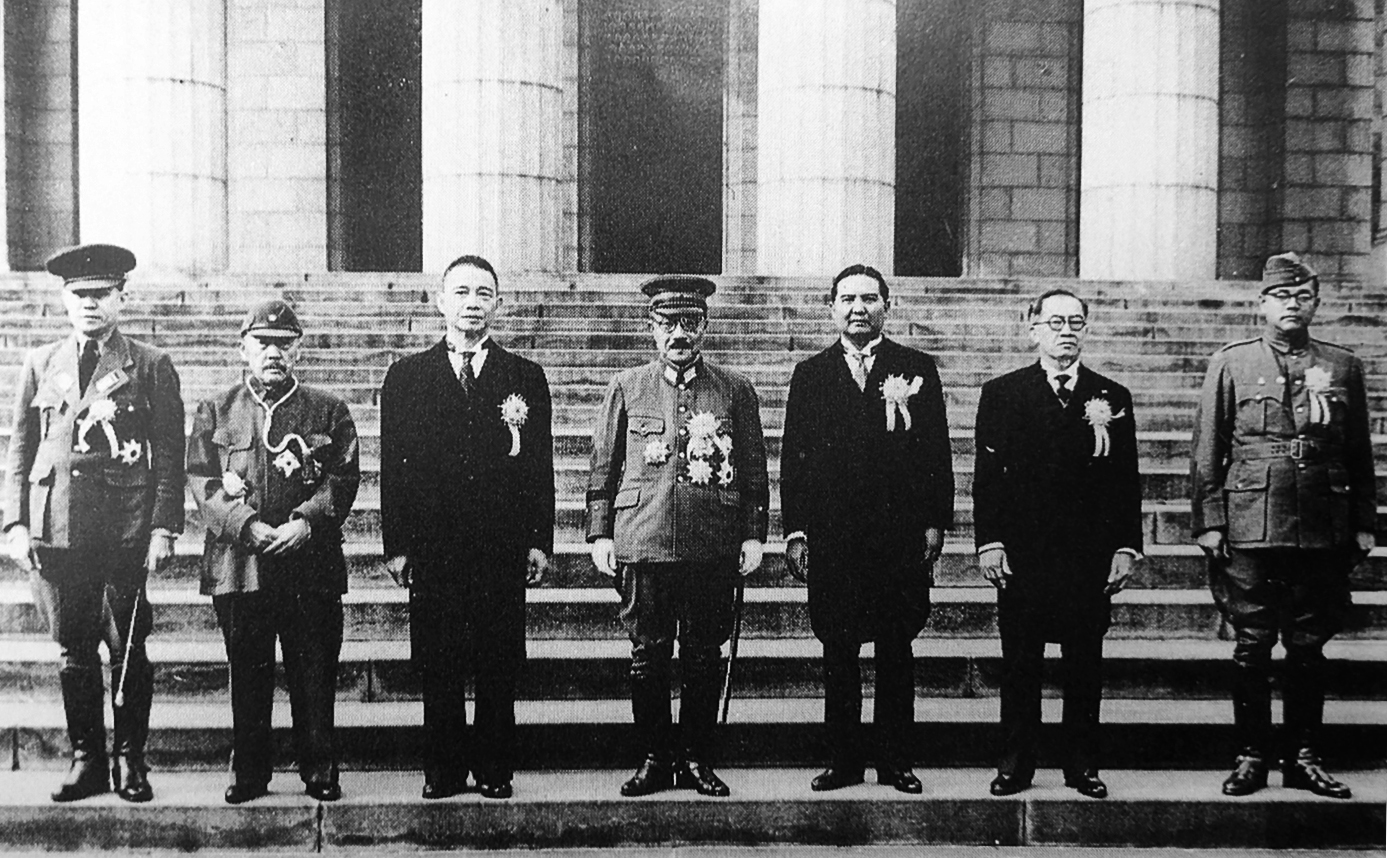
大東亜会議に参加した各国首脳。左からバー・モウ、張景恵、汪兆銘、東條英機、ワンワイタヤーコーン、ホセ・ラウレル、チャンドラ・ボース

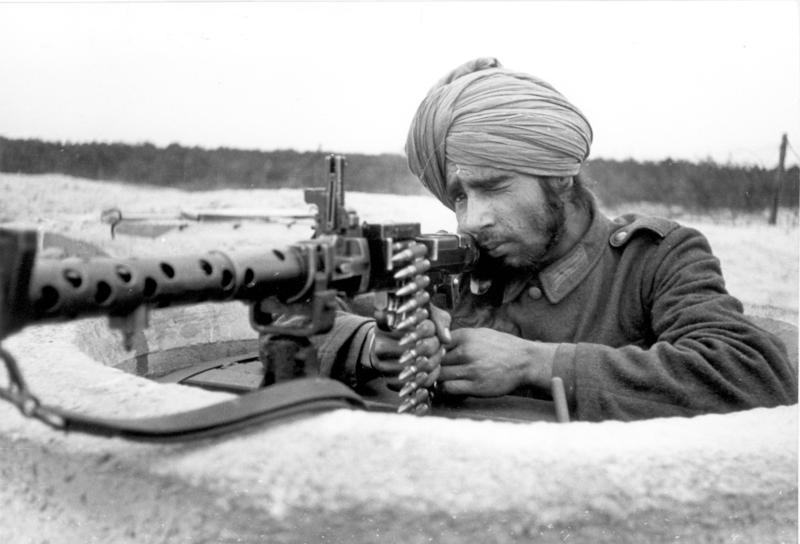
フランスで連合軍を迎え撃つ自由インド兵（1944年3月21日）

自由インド仮政府は、同年10月24日にイギリスを含む連合国に対してインド独立のための宣戦布告を行った。
同年11月5日に東京都で開催された大東亜会議にボースがオブザーバーとして出席した。オブザーバーとなったのは日本がインドを大東亜共栄圏に組み込まないという意思を明確にしていたからである。
1944年には駐印イギリス軍に対する軍事作戦活動を進めるため、仮政府本部はビルマのラングーンに移転し、「インド解放」のスローガンの下にインド国民軍は日本軍とともにインパール作戦に従軍した。

### 解体
1945年8月15日の日本のポツダム宣言受諾表明と、イギリスをはじめとする連合国に対する降伏、その直後の8月18日の台湾でのチャンドラ・ボースの航空事故死により自然解体した。

## 裁判
1945年11月からインド国内において、イギリス植民地政府によるインド国民軍幹部三名をイギリス国王に対する反逆罪で裁く裁判が行われた。弁護士は自由インド仮政府が枢軸国に承認された国際法上確立された政権であるとして、反逆罪に当たらないと反論した。
さらに裁判に反対するインド国民会議派及びインド国民による抗議活動が活発化し、被告は結局釈放されることになった。この事件はインド国民に大きな影響を与え、独立運動の激化に大きな影響を与えた。
また東南アジア、なかでもマレー半島に多かった同政府のインド系支持者は戦後、ジョン・サイヴィを中心にマレーシア・インド人会議(MIC)の源流となったことなど、インド独立に与えた影響は大きく、現在においてもビハリ・ボースとチャンドラ・ボースをはじめとする仮政府幹部はインドにおいて、独立の英雄として高い評価を得ている。

## 政府閣僚
- 国家主席兼首相兼国防相兼外相

スバス・チャンドラ・ボース
- 最高顧問

ラース・ビハーリー・ボース
- 財政相

A．C．チャタルジー中佐
- 宣伝相

S．A．アイヤール
- 女性部長

ラクシュミー・スワーミーナータン大佐
- 軍代表

A．A．カーン中佐
N．S．バガト中佐
J．K．ボーンスレー中佐
グルザール・シン中佐
M．Z．キヤーニー中佐
A．D．ローガナータン中佐
エヘサーン・カーディル中佐
シャーナワーズ・カーン中佐
- 書記官長

A．M．サハーイー
- 書記官（一部）

ジョン・サイヴィ

## 領土
仮政府はアンダマン島をシャヒード、ニコバル島をスワラージと改名、ローガナータン中佐を主席理事官として配置した。これら島嶼の面積8,100平方キロ、人口は33,000人であった。しかし占領直後から行われていた日本軍による軍政は継続され、正式な移管は行われなかった。インパール作戦中一時的だが解放した英領インドのコヒマとインパールにも自由インド仮政府組織が樹立されたが、イギリス軍などの連合国軍の反撃により撤退している。

## 郵便切手

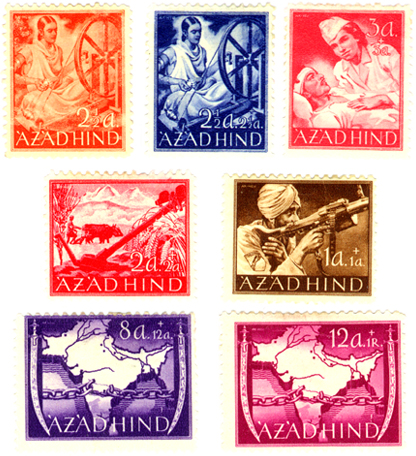
ドイツで印刷された自由インド仮政府切手（未発行）

自由インド仮政府は、主権国家であると宣言する手段として郵便切手を発行することを企画していた。そのためドイツに切手の印刷を発注し、インドへ進軍の暁にはこの切手を発行して使用しようとしていた。
しかし、戦局の悪化でドイツからの輸送が困難になったことからビルマで印刷したもので代用しようとしたが、政権の瓦解によって未発行に終わった。現在では大量に流出しているため、比較的安価な価格で取引されている。

## 記念碑
シンガポール中心地にある日本軍が作った公園であるエスプラネード・パーク内に記念碑がある。
1945年7月8日に無名戦士を追悼するとして設立されたが、同年にイギリス軍がシンガポールに戻ると、ルイス・マウントバッテン東南アジア司令官がこの記念碑の取り壊しを命じた。しかし1995年に再建された。